# Lars Elstrup
Lars Dahl Elstrup, född 24 mars 1963, är en före detta dansk fotbollsspelare. Han kom att spela 34 landskamper och gjorde 13 mål. 
Elstrup landslagsdebuterade i augusti 1988 mot Sverige på Råsunda, Danmark vann 2-1 och Elstrup gjorde båda målen innan han byttes ut. Hans förmodligen mest kända landslagsmål gjorde han i kampen mot Frankrike 17 juni 1992 vid EM-slutspelet i Sverige. Målet till 2-1 innebar att Danmark gick vidare till semifinal för sedan att vinna hela turneringen. 
På klubbnivå har Elstrup spelat för IF Fjord, Randers Freja, Brøndby IF, Feyenoord, Luton Town FC och Odense BK. 